# Zubač
Zubač (cyr. Зубач) – wieś w Bośni i Hercegowinie, w Republice Serbskiej, w gminie Rudo. W 2013 roku liczyła 99 mieszkańców.